# Alexa Feser/Diskografie
Diese Diskografie ist eine Übersicht über die musikalischen Werke der deutschen Singer-Songwriterin Alexa Feser. Ihre erfolgreichste Veröffentlichung ist die Single Best of Us mit über 200.000 verkauften Einheiten.

## Alben

### Studioalben
| Jahr             | Titel Musiklabel                           | Höchstplatzierung, Gesamtwochen, AuszeichnungChartplatzierungen (Jahr, Titel, Musiklabel, Platzierungen, Wochen, Auszeichnungen, Anmerkungen) | Höchstplatzierung, Gesamtwochen, AuszeichnungChartplatzierungen (Jahr, Titel, Musiklabel, Platzierungen, Wochen, Auszeichnungen, Anmerkungen) | Höchstplatzierung, Gesamtwochen, AuszeichnungChartplatzierungen (Jahr, Titel, Musiklabel, Platzierungen, Wochen, Auszeichnungen, Anmerkungen) | Anmerkungen                              |
| Jahr             | Titel Musiklabel                           | DE | AT | CH | Anmerkungen                              |
| ---------------- | ------------------------------------------ | --- | --- | --- | ---------------------------------------- |
| als Alexa Phazer |                                            | | | |                                          |
|                  |                                            | | | |                                          |
| 2008             | Ich gegen mich Seven Days Music (Sony BMG) | — | — | — | Erstveröffentlichung: 8. August 2008     |
| als Alexa Feser  |                                            | | | |                                          |
|                  |                                            | | | |                                          |
| 2014             | Gold von morgen Warner Music (WMG)         | DE19 (16 Wo.)DE | — | — | Erstveröffentlichung: 26. September 2014 |
| 2017             | Zwischen den Sekunden Warner Music (WMG)   | DE3 (6 Wo.)DE | AT27 (1 Wo.)AT | CH34 (1 Wo.)CH | Erstveröffentlichung: 21. April 2017     |
| 2019             | A! Warner Music (WMG)                      | DE7 (5 Wo.)DE | AT74 (1 Wo.)AT | CH65 (1 Wo.)CH | Erstveröffentlichung: 10. Mai 2019       |
| 2022             | Liebe 404 Sony Music (Sony)                | DE6 (1 Wo.)DE | — | — | Erstveröffentlichung: 4. Februar 2022    |
| 2024             | Kino 1991TM (Sony)                         | DE29 (1 Wo.)DE | — | — | Erstveröffentlichung: 15. März 2024      |

## Singles

### Als Leadmusikerin
| Jahr             | Titel Album                            | Höchstplatzierung, Gesamtwochen, AuszeichnungChartplatzierungen (Jahr, Titel, Album, Platzierungen, Wochen, Auszeichnungen, Anmerkungen) | Höchstplatzierung, Gesamtwochen, AuszeichnungChartplatzierungen (Jahr, Titel, Album, Platzierungen, Wochen, Auszeichnungen, Anmerkungen) | Höchstplatzierung, Gesamtwochen, AuszeichnungChartplatzierungen (Jahr, Titel, Album, Platzierungen, Wochen, Auszeichnungen, Anmerkungen) | Anmerkungen                                               |
| Jahr             | Titel Album                            | DE | AT | CH | Anmerkungen                                               |
| ---------------- | -------------------------------------- | --- | --- | --- | --------------------------------------------------------- |
| als Alexa Phazer |                                        | | | |                                                           |
|                  |                                        | | | |                                                           |
| 2007             | Ich heirate mich selbst Ich gegen mich | — | — | — | Erstveröffentlichung: 2007                                |
| 2008             | Hypnotisiert Ich gegen mich            | — | — | — | Erstveröffentlichung: 25. April 2008                      |
| als Alexa Feser  |                                        | | | |                                                           |
|                  |                                        | | | |                                                           |
| 2014             | Wir sind hier Gold von morgen          | — | — | — | Erstveröffentlichung: 12. September 2014                  |
| 2015             | Glück Gold von morgen                  | DE63 (2 Wo.)DE | — | — | Erstveröffentlichung: 20. Februar 2015                    |
| 2015             | Mehr als ein Lied Gold von morgen      | — | — | — | Erstveröffentlichung: 4. September 2015                   |
| 2016             | Medizin Zwischen den Sekunden          | — | — | — | Erstveröffentlichung: 30. September 2016                  |
| 2017             | Wunderfinder Zwischen den Sekunden     | — | AT62 (1 Wo.)AT | — | Erstveröffentlichung: 3. Februar 2017 feat. Curse         |
| 2017             | Leben Zwischen den Sekunden            | — | — | — | Erstveröffentlichung: 23. Juni 2017                       |
| 2018             | Gold reden A!                          | — | — | — | Erstveröffentlichung: 11. Oktober 2018                    |
| 2018             | Mut A!                                 | — | — | — | Erstveröffentlichung: 21. Dezember 2018                   |
| 2019             | Atari T-Shirt A!                       | — | — | — | Erstveröffentlichung: 25. Januar 2019                     |
| 2019             | Bei 10 wieder oben A!                  | — | — | — | Erstveröffentlichung: 15. Februar 2019                    |
| 2019             | 1A A!                                  | — | — | — | Erstveröffentlichung: 1. März 2019                        |
| 2019             | Tempelhofer Feld A!                    | — | — | — | Erstveröffentlichung: 5. April 2019 feat. Disarstar       |
| 2019             | Abgeholt A!                            | — | — | — | Erstveröffentlichung: 19. April 2019                      |
| 2020             | Optimist Liebe 404                     | — | — | — | Erstveröffentlichung: 26. Juni 2020                       |
| 2020             | Minibar Liebe 404                      | — | — | — | Erstveröffentlichung: 20. November 2020                   |
| 2021             | Einen Liebe 404                        | — | — | — | Erstveröffentlichung: 16. Juli 2021                       |
| 2021             | Fluchtwagen Liebe 404                  | DE95 (1 Wo.)DE | — | — | Erstveröffentlichung: 17. September 2021 feat. Kool Savas |
| 2021             | Air Max Liebe 404                      | — | — | — | Erstveröffentlichung: 29. Oktober 2021                    |
| 2021             | Liebe 404                              | — | — | — | Erstveröffentlichung: 3. Dezember 2021 feat. Sero         |
| 2022             | Aufstehmensch Liebe 404                | — | — | — | Erstveröffentlichung: 3. Februar 2022                     |
| 2022             | Memo Liebe 404                         | — | — | — | Erstveröffentlichung: 3. Februar 2022                     |
| 2022             | Schiebedach Liebe 404                  | — | — | — | Erstveröffentlichung: 3. Februar 2022 feat. Esther Graf   |
| 2022             | Highscore Kino                         | — | — | — | Erstveröffentlichung: 18. November 2022                   |
| 2023             | Checkbox Kino                          | — | — | — | Erstveröffentlichung: 24. Februar 2023                    |
| 2023             | Lana Del Rey Kino                      | — | — | — | Erstveröffentlichung: 23. Juni 2023                       |
| 2023             | Mein Name ist Kino                     | — | — | — | Erstveröffentlichung: 18. August 2023                     |
| 2023             | Deine Freunde Kino                     | — | — | — | Erstveröffentlichung: 6. Oktober 2023                     |
| 2023             | Fritten Kino                           | — | — | — | Erstveröffentlichung: 24. November 2023                   |
| 2024             | Kaiserschnitt Kino                     | — | — | — | Erstveröffentlichung: 2. Februar 2024 feat. Ava Ion       |
| 2024             | Anker Kino                             | — | — | — | Erstveröffentlichung: 26. April 2024                      |

### Als Gastmusikerin
| Jahr | Titel Album               | Höchstplatzierung, Gesamtwochen, AuszeichnungChartplatzierungen (Jahr, Titel, Album, Platzierungen, Wochen, Auszeichnungen, Anmerkungen) | Höchstplatzierung, Gesamtwochen, AuszeichnungChartplatzierungen (Jahr, Titel, Album, Platzierungen, Wochen, Auszeichnungen, Anmerkungen) | Höchstplatzierung, Gesamtwochen, AuszeichnungChartplatzierungen (Jahr, Titel, Album, Platzierungen, Wochen, Auszeichnungen, Anmerkungen) | Anmerkungen                                                                |
| Jahr | Titel Album               | DE | AT | CH | Anmerkungen                                                                |
| ---- | ------------------------- | --- | --- | --- | -------------------------------------------------------------------------- |
| 2020 | Best of Us –              | DE78 Gold · (8 Wo.)DE | — | — | Erstveröffentlichung: 25. Juni 2020 Verkäufe: + 200.000; als Teil von Wier |
| 2022 | 8MilliardenHaus DopeClass | — | — | — | Erstveröffentlichung: 27. Mai 2022 DopeClass feat. Alexa Feser             |

## Musikvideos
| Jahr             | Titel               | Regisseur(e)                                    |
| ---------------- | ------------------- | ----------------------------------------------- |
| als Alexa Phazer |                     |                                                 |
|                  |                     |                                                 |
| 2008             | Hypnotisiert        | David Cuenca                                    |
| als Alexa Feser  |                     |                                                 |
|                  |                     |                                                 |
| 2014             | Wir sind hier       | Marcus Sternberg                                |
| 2014             | Das Gold von morgen |                                                 |
| 2015             | Glück               | Maxim Abrossimow                                |
| 2015             | Mehr als ein Lied   |                                                 |
| 2016             | Medizin             |                                                 |
| 2017             | Wunderfinder        |                                                 |
| 2017             | Leben               |                                                 |
| 2018             | Gold reden          |                                                 |
| 2019             | Mut                 |                                                 |
| 2019             | Atari T-Shirt       |                                                 |
| 2019             | 1A                  |                                                 |
| 2020             | Optimist            | Mightkillya                                     |
| 2020             | Best of Us          |                                                 |
| 2020             | Minibar             | Till van Loosen                                 |
| 2021             | Einen               | Till van Loosen                                 |
| 2021             | Fluchtwagen         | Alldifferent, Offtheproject                     |
| 2021             | Air Max             | Offtheproject                                   |
| 2021             | Liebe 404           | Markus Drößler                                  |
| 2022             | Schiebedach         | Markus Drößler                                  |
| 2022             | Memo                | Chris Lippert                                   |
| 2022             | Highscore           | Offtheproject                                   |
| 2023             | Checkbox            | Felix Ludwig                                    |
| 2023             | Lana Del Rey        | Alexa Feser, Kathi Schmidt                      |
| 2023             | Mein Name ist       | Roman Romacher                                  |
| 2023             | Deine Freunde       | Alexa Feser, Lisa Heimbürger, Katharina Schmidt |
| 2023             | Fritten             | Roman Romacher                                  |
| 2024             | Kaiserschnitt       | Roman Romacher                                  |
| 2024             | Al Pacino           | Roman Romacher                                  |

## Sonderveröffentlichungen

### Alben
| Jahr | Titel Musiklabel                                         | Anmerkungen                                                                                              |
| ---- | -------------------------------------------------------- | --- |
| 2015 | Gold von morgen (Deluxe Live Edition) Warner Music (WMG) | Erstveröffentlichung: 4. September 2015 erweiterte Fassung; Verkäufe werden Gold von morgen hinzuaddiert |

| Jahr | Titel Musiklabel                                    | Anmerkungen |
| ---- | --------------------------------------------------- | --- |
| 2017 | Zwischen den Sekunden – Am Piano Warner Music (WMG) | Erstveröffentlichung: 3. November 2017 akustische Neuaufnahme; Verkäufe werden Zwischen den Sekunden hinzuaddiert |

| Jahr | Titel Musiklabel               | Anmerkungen                                                                                 |
| ---- | ------------------------------ | ------------------------------------------------------------------------------------------- |
| 2022 | 404 Piano EP Sony Music (Sony) | Erstveröffentlichung: 3. Juni 2022 Akustik-Piano-EP; Verkäufe werden Liebe 404 hinzuaddiert |

| Jahr | Titel Musiklabel                     | Anmerkungen                                                                                      |
| ---- | ------------------------------------ | ------------------------------------------------------------------------------------------------ |
| 2019 | A! (Fanbox) Warner Music (WMG)       | Erstveröffentlichung: 10. Mai 2019 erweiterte Fassung; Verkäufe werden A! hinzuaddiert           |
| 2022 | Liebe 404 (Fanbox) Sony Music (Sony) | Erstveröffentlichung: 4. Februar 2022 erweiterte Fassung; Verkäufe werden Liebe 404 hinzuaddiert |

### Lieder
| Jahr | Titel Album                   | Anmerkungen                                                         |
| ---- | ----------------------------- | ------------------------------------------------------------------- |
| 2020 | Nie sie Klassenkampf & Kitsch | Erstveröffentlichung: 6. März 2020 Disarstar feat. Alexa Feser      |
| 2021 | Der stärkste Mann Aghori      | Erstveröffentlichung: 19. Februar 2021 Kool Savas feat. Alexa Feser |
| 2022 | 8MilliardenHaus DopeClass     | Erstveröffentlichung: 27. Mai 2022 DopeClass feat. Alexa Feser      |

| Jahr | Titel Album                                                | Anmerkungen                            |
| ---- | ---------------------------------------------------------- | -------------------------------------- |
| 2015 | Süßer die Glocken nie klingen Giraffenaffen 4 – Winterzeit | Erstveröffentlichung: 6. November 2015 |

### Videoalben
| Jahr | Titel Musiklabel                        | Anmerkungen                                                                           |
| ---- | --------------------------------------- | ------------------------------------------------------------------------------------- |
| 2019 | A! (Akustik Session) Warner Music (WMG) | Erstveröffentlichung: 10. Mai 2019 Vertrieb nur über den Streaming-Dienst Apple Music |

## Promoveröffentlichungen
| Jahr | Titel Album                                                                    | Anmerkungen                             |
| ---- | ------------------------------------------------------------------------------ | --------------------------------------- |
| 2014 | Dezemberkind Gold von morgen                                                   | Erstveröffentlichung: 31. August 2014   |
| 2015 | Sterne (Live aus Berlin 2015) Gold von morgen (Deluxe Live Edition)            | Erstveröffentlichung: 28. August 2015   |
| 2016 | Mensch unter Menschen (Akustik Piano Version) Zwischen den Sekunden – Am Piano | Erstveröffentlichung: 16. Dezember 2016 |

## Statistik

### Chartauswertung
|                     | DE    | AT    | CH    |
| ------------------- | ----- | ----- | ----- |
| Nummer-eins-Alben   | DE—DE | AT—AT | CH—CH |
| Top-10-Alben        | DE3DE | AT—AT | CH—CH |
| Alben in den Charts | DE5DE | AT2AT | CH2CH |

|                       | DE    | AT    | CH    |
| --------------------- | ----- | ----- | ----- |
| Nummer-eins-Singles   | DE—DE | AT—AT | CH—CH |
| Top-10-Singles        | DE—DE | AT—AT | CH—CH |
| Singles in den Charts | DE3DE | AT1AT | CH—CH |

### Auszeichnungen für Musikverkäufe
Anmerkung: Auszeichnungen in Ländern aus den Charttabellen bzw. Chartboxen sind in ebendiesen zu finden.
| Land/RegionAuszeichnungen für Musikverkäufe (Land/Region, Auszeichnungen, Verkäufe, Quellen) | Gold  | Platin | Verkäufe | Quellen           |
| -------------------------------------------------------------------------------------------- | ----- | ------ | -------- | ----------------- |
| Deutschland (BVMI)                                                                           | Gold1 | —      | 200.000  | musikindustrie.de |
| Insgesamt                                                                                    | Gold1 | —      |          |                   |